# Андерсон, Брук Майки
Брук Пейдж «Ма́йки» А́ндерсон (англ. Brooke Paige «Mikey» Anderson; 15 августа 1981, Сидней, Новый Южный Уэльс, Австралия) — австралийская актриса

, кинопродюсер, кинорежиссёр

, сценаристка, монтажёр, кинооператор, фотограф на съёмочной площадке и певица

.

## Биография и карьера
Брук Пейдж Андерсон родилась 15 августа 1981 года в Сиднее (штат Новый Южный Уэльс, Австралия). Андерсон обучалась в Gala Productions, управляемой её матерью Линдой Кин и отцом Грегом Андерсоном в Сиднее, Австралия. У её родителей также была очень популярная танцевальная труппа в 1970-х—1990-х годах под названием «The Keane Kids». Эта танцевальная труппа выступала на многочисленных телевизионных шоу, представлениях Royal Command и зарубежных постановках. Эта танцевальная труппа помогла обучить и сформировать многих известных австралийских актёров и театральных исполнителей.
Андерсон начала свою актёрскую карьеру в детстве, начав играть в рекламных роликах в семилетнем возрасте, вскоре получив свою дебютную роль Клэр Филдинг в австралийском сериале «E Street», в котором она играла с 1989 по 1994 год.
В 2006 году она снялась в эпизоде американского сериала «Остаться в живых».

## Избранная фильмография
| Год       |   | Русское название | Оригинальное название | Роль                      |
| --------- | - | ---------------- | --------------------- | ------------------------- |
| 1989      | ф | Каратель         | The Punisher          | Энни Касл                 |
| 1996      | с | Домой и в путь   | Home and Away         | Ханна Уильямс             |
| 1996—1997 | с | Девочка и океан  | Ocean Girl            | Кассандра «Касс» Клейборн |
| 2006      | с | Остаться в живых | Lost                  | Шарлотта Малкин           |
| 2009      | ф | Off the Ledge    | Off the Ledge         | Кэт                       |
| 2010      | ф | The Perfect Host | The Perfect Host      | воровка                   |